# Samantha Best
The Best Years (en España: Samantha Best) es un drama juvenil que tiene lugar en Boston. La serie sigue la vida de Samantha Best (Charity Shea), una chica que creció en un hospicio y sus nuevos compañeros cuando inicia su vida universitaria, tratando al mismo tiempo temáticas polémicas como el suicidio, el consumo de cocaína o el abuso de menores, aunque también centrándose en las relaciones románticas de los protagonistas.
El primer episodio se emitió en España el 4 de enero de 2011 en la semana de preestrenos de Cosmopolitan TV, anunciando este mismo canal el estreno definitivo para el 25 de enero de 2011

## Argumento
Samantha Best es una chica huérfana que, tras una vida yendo y viniendo de diferentes centros de acogida, consigue una buena beca para estudiar en una de las Universidades más prestigiosas de Boston, Charles University
Nada más llegar, conocerá a su compañera de habitación, Kathryn Klarner, una chica rica proveniente de la clase alta del Medio Oeste. También se encontrará con Devon Sylver, un chico que también cuenta con una beca y que es la estrella del equipo de baloncesto. Con él, la chispa enseguida surgirá. Dawn Vargas es una conocida actriz de una serie adolescente que ahora quiere estudiar una carrera para intentar tener una vida más “normal”. Trent Hamilton es un estudiante que combina sus estudios con un trabajo de barman en uno de los locales más de moda del momento, el Colony. Y por último, Noah Jensen, el compañero de habitación de Devon.
A todos ellos se añade Dorothy O’Sullivan (interpretada por Sherry Miller), la benefactora de la beca de Samantha. Dorothy es una multimillonaria que ha conseguido lo que tiene gracias a su esfuerzo, pero a costa de abandonar totalmente su vida personal. La ayuda en los estudios de Samantha es su primera oportunidad para hacer algo bien, y la relación que surgirá entre ellas será bastante especial.

## Producción
La serie fue creada por Aaron Martin, el productor y guionista de Degrassi: The Next Generation. La primera temporada consta de 13 episodios y fue producida por Global Television Network, y se emitió en Global en Canadá, y The N en los Estados Unidos. La segunda temporada consta de 8 episodios y fue producida por The N específicamente para Estados Unidos, y se emitió posteriormente en Canadá.